# Henry Leppä
Henry Leppä (Turku, Finlandia; 12 de marzo de 1947 – 2 de junio de 2025) fue un jugador de hockey sobre hielo finlandés que jugó en la posición de delantero.

## Estadísticas
| 1962–63        | TUTO Hockey    | SM-sarja       | 6   | 3  | 2  | 5   | 0  | — | — | — | — | — |
| 1965–66        | TUTO Hockey    | SM-sarja       | 17  | 4  | 2  | 6   | 6  | — | — | — | — | — |
| 1966–67        | TUTO Hockey    | SM-sarja       | 22  | 9  | 6  | 15  | 4  | — | — | — | — | — |
| 1967–68        | TUTO Hockey    | SM-sarja       | 20  | 13 | 7  | 20  | 8  | — | — | — | — | — |
| 1968–69        | TUTO Hockey    | SM-sarja       | 19  | 2  | 5  | 7   | 4  | — | — | — | — | — |
| 1969–70        | Jokerit        | SM-sarja       | 21  | 5  | 6  | 11  | 2  | — | — | — | — | — |
| 1970–71        | Jokerit        | SM-sarja       | 26  | 9  | 6  | 15  | 4  | — | — | — | — | — |
| 1971–72        | Jokerit        | SM-sarja       | 32  | 19 | 19 | 38  | 4  | — | — | — | — | — |
| 1972–73        | Jokerit        | SM-sarja       | 35  | 29 | 13 | 42  | 6  | — | — | — | — | — |
| 1973–74        | Jokerit        | SM-sarja       | 35  | 25 | 18 | 43  | 12 | — | — | — | — | — |
| 1974–75        | Jokerit        | SM-sarja       | 36  | 22 | 21 | 43  | 8  | — | — | — | — | — |
| 1975–76        | Jokerit        | SM-liiga       | 36  | 18 | 26 | 44  | 12 | — | — | — | — | — |
| 1976–77        | HC Lugano      | NLB            | —   | —  | —  | —   | —  | — | — | — | — | — |
| 1977–78        | Jokerit        | SM-liiga       | 34  | 12 | 11 | 23  | 6  | — | — | — | — | — |
| 1978–79        | Jokerit        | SM-liiga       | 36  | 10 | 14 | 24  | 4  | — | — | — | — | — |
| 1979–80        | Jokerit        | SM-liiga       | 36  | 26 | 22 | 48  | 10 | — | — | — | — | — |
| 1980–81        | Jokerit        | SM-liiga       | 36  | 4  | 12 | 16  | 8  | — | — | — | — | — |
| Total SM-liiga | Total SM-liiga | Total SM-liiga | 178 | 70 | 85 | 155 | 40 | — | — | — | — | — |